# 1704 Wachmann
Az 1704 Wachmann (ideiglenes jelöléssel A924 EE) a Naprendszer kisbolygóövében található aszteroida. Karl Wilhelm Reinmuth fedezte fel 1924. március 7-én, Heidelbergben.